# Hethemia pistasciaria
Hethemia pistasciaria là một loài bướm đêm trong họ Geometridae.